# Rechtsvorm
De rechtsvorm of ondernemingsvorm van een bedrijf of organisatie is de juridische vorm waarin deze is gegoten.
De eenvoudigste bedrijfsvorm is de eenmanszaak. Bij de eenmanszaak is de eigenaar van de zaak ook de bestuurder en is de winst of het verlies van de onderneming gelijk aan de winst of het verlies van de ondernemer. Bij complexere rechtsvormen is er een groter verschil tussen de onderneming en de eigenaren of bestuurders van die onderneming.
De wetgeving in elk land bepaalt welke rechtsvormen er in de bedrijfsvoering mogelijk zijn. Toch zullen in de afzonderlijke vormen opvallende gelijkenissen voorkomen, daar de handel steeds internationaler van karakter wordt.

## Aspecten
Als iemand een bedrijf op wil richten, kunnen de volgende aspecten een rol spelen bij de keuze van de rechtsvorm:
- verplichting om een kapitaal te storten bij oprichting (bijvoorbeeld voor een nv)
- kosten van oprichting (notaris-kosten en dergelijke)
- mogelijkheid om verdeling van zeggenschap te regelen
- verplichting om jaarverslagen te publiceren
- fiscale aspecten, (bijvoorbeeld bij een bv of nv moet vennootschapsbelasting betaald worden)

## België
- eenmanszaak
- de verschillende vennootschapsvormen, opgenoemd in het Wetboek van Vennootschappen en Verenigingen, sommige met rechtspersoonlijkheid, andere zonder. Zie het artikel over vennootschappen.

## Nederland
Zonder rechtspersoonlijkheid zijn onder meer:
- eenmanszaak (ez)
- maatschap (mts)
- vennootschap onder firma (vof), met als speciale vorm de man/vrouw-firma
- commanditaire vennootschap (cv)
- rederij

De vennootschap onder firma en de commanditaire vennootschap hebben in België wél rechtspersoonlijkheid.
Met rechtspersoonlijkheid kent Nederland de volgende rechtsvormen
- besloten vennootschap (bv)
- naamloze vennootschap (nv)
- vereniging
  - vereniging van eigenaars (vve)
- stichting
- coöperatie (met beperkte, uitgesloten of wettelijke aansprakelijkheid)
- onderlinge waarborgmaatschappij (met beperkte, uitgesloten of wettelijke aansprakelijkheid)
- kerkgenootschap

Voor ieder van de types gelden bepaalde rechten en plichten. In de wet is bijvoorbeeld de aansprakelijkheid vastgelegd en het al dan niet verplicht zijn de jaarresultaten te publiceren.

## Buitenlandse ondernemingsvormen

### Duitsland

#### Met rechtspersoonlijkheid
- Eingetragener Verein (e.V.)
- Versicherungsverein auf Gegenseitigkeit
- Gemeinnützige Gesellschaft mit beschränkter Haftung (gGmbH)
- Gesellschaft mit beschränkter Haftung (GmbH)
- Aktiengesellschaft (AG)
- Eingetragene Genossenschaft (eG)
- Stiftung des privaten Rechts

#### Zonder rechtspersoonlijkheid
- Nicht eingetragener Verein
- Gesellschaft bürgerlichen Rechts (GbR)
- Offene Handelsgesellschaft (OHG)
- Partnerschaftsgesellschaft (PartGG)
- Kommanditgesellschaft (KG)
- Kommanditgesellschaft auf Aktien (KGaA)
- Europäische Wirtschaftliche Interessensvereinigung (EWIV)

### Angelsaksische landen
- Trust